# Felipe dos Santos
Felipe Vinícius dos Santos (ur. 30 lipca 1994) – brazylijski lekkoatleta specjalizujący się w wielobojach.
W 2011 zdobył brązowy medal mistrzostw świata juniorów młodszych. Złoty medalista mistrzostw ibero-amerykańskich (2014, 2018).
Rekordy życiowe: dziesięciobój – 8019 pkt. (23 lipca 2015, Toronto); siedmiobój (hala) – 5765 pkt. (8 lutego 2014, Tallinn).

## Osiągnięcia
| Rok  | Impreza                                | Miejsce         | Konkurencja             | Pozycja     | Wynik     |
| ---- | -------------------------------------- | --------------- | ----------------------- | ----------- | --------- |
| 2011 | Mistrzostwa świata juniorów młodszych  | Lille Metropole | ośmiobój                | 3. miejsce  | 5966 pkt. |
| 2013 | Mistrzostwa panamerykańskie juniorów   | Medellín        | dziesięciobój           | 1. miejsce  | 7762 pkt. |
| 2014 | Mistrzostwa ibero-amerykańskie         | São Paulo       | dziesięciobój           | 1. miejsce  | 7810 pkt. |
| 2015 | Igrzyska panamerykańskie               | Toronto         | dziesięciobój           | 4. miejsce  | 8019 pkt. |
| 2015 | Mistrzostwa świata                     | Pekin           | dziesięciobój           | –           | DNF       |
| 2016 | Mistrzostwa świata juniorów            | Bydgoszcz       | sztafeta 4 × 100 metrów | eliminacje  | DQ        |
| 2018 | Igrzyska Ameryki Południowej           | Cochabamba      | sztafeta 4 × 100 metrów | 3. miejsce  | 39,54     |
| 2018 | Igrzyska Ameryki Południowej           | Cochabamba      | dziesięciobój           | 3. miejsce  | 7739 pkt. |
| 2018 | Mistrzostwa ibero-amerykańskie         | Trujillo        | dziesięciobój           | 1. miejsce  | 7663 pkt. |
| 2021 | Mistrzostwa Ameryki Południowej        | Guayaquil       | dziesięciobój           | 2. miejsce  | 7960 pkt. |
| 2021 | Igrzyska olimpijskie                   | Tokio           | dziesięciobój           | 18. miejsce | 7880 pkt. |
| 2022 | Halowe mistrzostwa Ameryki Południowej | Cochabamba      | siedmiobój              | 1. miejsce  | 5799 pkt. |
| 2022 | Igrzyska Ameryki Południowej           | Asunción        | dziesięciobój           | 1. miejsce  | 7692 pkt. |
| 2023 | Igrzyska panamerykańskie               | Santiago        | dziesięciobój           | –           | DNF       |
| 2024 | Mistrzostwa ibero-amerykańskie         | Cuiabá          | dziesięciobój           | 3. miejsce  | 7547 pkt. |